# 경입자 생성
경입자 생성(輕粒子生成, 영어: Leptogenesis)은 경입자수가 보존되지 않고 경입자가 생겨난 것이다. 같은 수 만큼 중입자가 반중입자보다 더 많이 생겨난 만큼, 경입자도 반경입자보다 더 많이 생겨난 것으로 추측된다. 

## 같이 보기
- 중입자 생성